# 三遊亭楽天
三遊亭 楽天（さんゆうてい らくてん、1975年11月5日 - ）は、東京都江東区出身の落語家。五代目円楽一門会所属。本名は田中 則光。出囃子は『ズンパ音頭』。

## 経歴
東京都江東区立東陽小学校、私立明星学園中学校、明星学園高等学校卒業。
2012年8月1日、六代目三遊亭円楽へ弟子入り。2015年10月1日に二ツ目昇進し、同月27日に二ツ目昇進披露興行が行われる。2022年9月に師匠円楽が死去。2023年1月、弟弟子の三遊亭楽八、三遊亭楽花山と共に三遊亭小圓楽門下に移籍。
入門前はダンサー、ダンスインストラクター、振付師として活動していたと自らを紹介しており、「ダンサー落語家」を自称している。

## 芸歴
- 2012年8月 - 六代目三遊亭円楽に入門[1]。
- 2015年10月 - 二ツ目昇進。
- 2022年9月 - 師匠の円楽が死去。
- 2023年1月 - 三遊亭小圓楽門下に移籍。
- 2026年4月 - 真打に昇進。師匠の名である二代目三遊亭小圓楽を襲名予定。

## TRPG落語
三遊亭楽天は小学校時代にダンジョンズ&ドラゴンズに出会ってからのテーブルトークRPG愛好家である。
2018年にテーブルトークカフェ・Daydream店長の岡田篤宏の勧めにより、TRPGと古典落語を掛け合わせた「TRPG落語」を創案している。Daydream やイエローサブマリンで定期的に落語会をする他、ゲームマーケットなどのイベントでも口演している。
作品には「インスマス長屋（粗忽長屋）」「インタラクティブ死神（死神）」「ドラゴンほめ（牛ほめ）」などがある（カッコ内は元になった古典落語）。
ニコニコ動画やYoutubeにチャンネルを持っており、TRPGを中心としたアナログゲーム（ゲームブックなど）の紹介や宣伝、感想などを定期的に発信している。

## 著書
- 三遊亭楽天のTRPG落語（2023年3月24日発売、新紀元社[3]） ISBN 9784775320860